# Rānāvāv
Rānāvāv är en ort i Indien.   Den ligger i distriktet Porbandar och delstaten Gujarat, i den västra delen av landet, 1 100 km sydväst om huvudstaden New Delhi. Rānāvāv ligger 29 meter över havet och antalet invånare är 26 011.
Terrängen runt Rānāvāv är platt åt sydost, men åt nordväst är den kuperad. Terrängen runt Rānāvāv sluttar söderut. Runt Rānāvāv är det ganska tätbefolkat, med 199 invånare per kvadratkilometer. Närmaste större samhälle är Porbandar, 14,9 km väster om Rānāvāv. Trakten runt Rānāvāv består till största delen av jordbruksmark.